# 琴浦町立安田小学校
琴浦町立安田小学校（ことうらちょうりつ やすだしょうがっこう）は、かつて鳥取県東伯郡琴浦町にあった公立小学校。

## 概要
2014年4月に成美小学校・以西小学校と統合し、2014年3月末をもって閉校した。
統合後の校名は琴浦町立船上小学校となり、当時の成美小校舎を利用して開校。

## 沿革
- 1873年（明治6年）3月23日 - 箆津学校創設。
- 1876年（明治9年） - 箆津小学校と改称。
- 1887年（明治20年）2月 - 八橋郡第七尋常小学校と改称。
- 1889年（明治22年）8月 - 箆津簡易小学校と改称。
- 1892年（明治25年） - 安田尋常小学校と改称。
- 1915年（大正4年）4月 - 高等科を併置し安田尋常高等小学校と改称。
- 1941年（昭和16年）4月1日 - 国民学校令により安田国民学校と改称。
- 1947年（昭和22年）4月1日 - 学制改革により安田村立安田小学校と改称。
- 1954年（昭和29年）1月1日 - 町村合併により赤碕町立安田小学校と改称。
- 2004年（平成16年）9月1日 - 赤碕町と東伯町合併により琴浦町発足に伴い琴浦町立安田小学校と改称。
- 2014年（平成26年）3月31日 - 閉校。

## 通学区域
- 箆津、八幡、梅田、湯坂、光（緑を除く）、尾張[2]

## 進学先中学校
- 琴浦町立赤碕中学校

## 交通アクセス
- 西日本旅客鉄道（JR西日本）山陰本線 赤碕駅より約2km。
- 琴浦町営バス上中村線「安田小」バス停下車。

## 校区内の主な施設
- 河本家住宅